# خورش بادنجان
خورش بادنجان یکی از انواع خورش است که از گوشت قرمز (گوشت بدون چربی یا ماهیچه)، پیاز داغ، روغن، بادنجان، زردچوبه، رب گوجه‌فرنگی، آبغوره، زردچوبه و نمک و فلفل تهیه می‌شود.